# Scapanus
Scapanus là một chi động vật có vú trong họ Talpidae, bộ Soricomorpha. Chi này được Pomel miêu tả năm 1848. Loài điển hình của chi này là Scalops townsendii Bachman, 1839.

## Hình ảnh

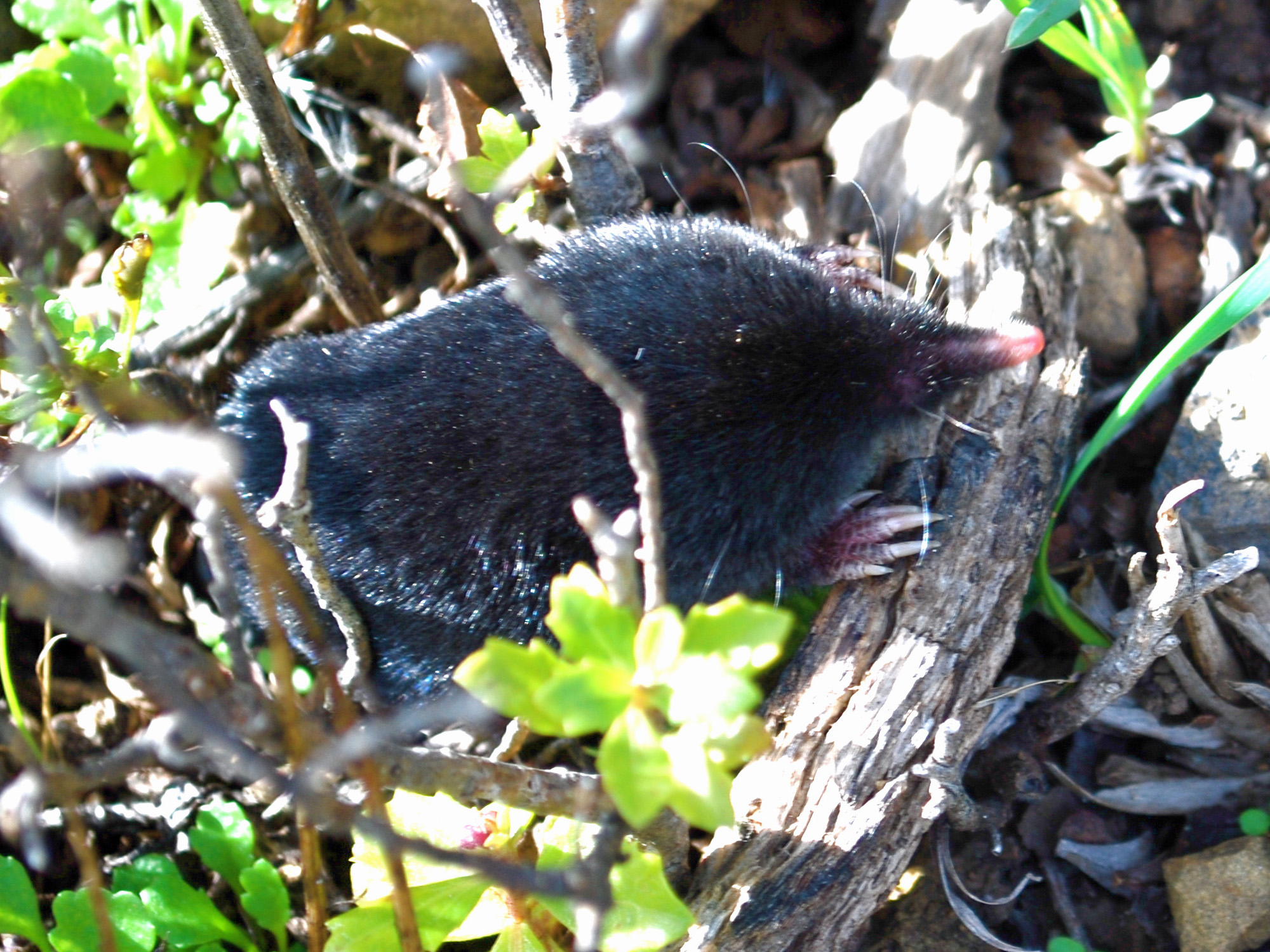

## Các loài
Chi này gồm các loài: